# Little Big
Little Big är en rysk rave/hiphop-grupp från Sankt Petersburg som bildades år 2013.  Gruppen är känd för sina humoristiska och provokativa låttexter och musikvideor där de främst brukar göra satir av ryska nationella stereotyper. Bandets första spelning ägde rum den andra juli 2013 på nattklubben A2 som förband till Die Antwoord.
Hittills har bandet publicerat fyra studioalbum och några av deras mest kända låtar är bland andra "Give Me Your Money", "Public Enemy", "Hateful Love", "Big Dick", "Faradenza", "I'm Ok" och "Skibidi". Den sistnämnda blev en hit på YouTube.
De skulle ha representerat Ryssland i Eurovision Song Contest 2020 med låten "Uno". Eurovision Song Contest 2020 blev dock inte av på grund av coronaviruspandemin 2019–2021.
År 2022 och på grund av Rysslands invasion av Ukraina valde bandmedlemmarna att bosätta sig i Los Angeles, Kalifornien (USA).

## Diskografi

### Studioalbum
- 2014 – With Russia From Love
- 2015 – Funeral Rave
- 2018 – Antipositive, Pt. 1
- 2018 – Antipositive, Pt. 2
- 2024 – Lobster Popstar

### Singlar
- 2013 – Everyday I’m Drinking
- 2013 – We Will Push The Button
- 2013 – Russian Hooligans
- 2013 – Life In Da Trash
- 2014 – With Russia From Love
- 2014 – Dead Unicorn
- 2014 – Kind Inside, Hard Outside
- 2015 – Give Me Your Money (feat. Tommy Cash)
- 2017 – LollyBomb
- 2018 – Слэмятся пацаны (feat. Руки вверх!)
- 2019 – Rave In Peace (In Memory Of Keith Flint)
- 2019 – I’m OK
- 2019 – Arriba (feat. Tatarka & Clean Bandit)
- 2019 – Rock-Paper-Scissors
- 2020 – Uno
- 2020 – Hypnodancer
- 2020 – Tacos
- 2021 – Sex Machine